# Ivan Bolica (1637.)
Ivan Bolica (oko 1637. – oko 1704.), bio je kotorski plemić u mletačkoj službi, poput svojih brojnih sunarodnjaka, bio je časnik u Mletačkoj Albaniji.

## Životopis
Ivan Bolica istakao se već za vrijeme Kandijskog rata, kada je intenzivno djelovao kao posrednik između Mlečana i crnogorsko-hercegovačkih plemena, nastojeći ih pridobiti za protutursko ratovanje pod mletačkim zapovjedništvom. U Morejskom ratu se istaknuo u brojnim vojnim pohodima, naročito za organiziranja opsade i zauzimanja Herceg Novog 1687., kada je uspio pridobiti crnogorska plemena Nikšića i Drobnjaka da surađuju s mletačkom vojskom. Bio je mletački povjerenik za granice, sopraintendante ai confini del Montenegro (nadintendant pograničnog područja prema Crnoj Gori). Jako je utjecao na svog nećaka Ivana Antuna Bolicu, također časnika na službi u Mletačkoj Albaniji, i mletačkog zastupnika u rješavanju pograničnih pitanja, svojim velikim iskustvom u vojnim i diplomatskim pitanjima na mletačko-turskoj granici.